# گل استکانی شابیلی
گل استکانی شابیلی (نام علمی: Campanula trachelium) نام یک گونه از سرده گل‌استکانی است.